# Nassau Avenue
Nassau Avenue è una fermata della metropolitana di New York situata sulla linea IND Crosstown. Nel 2019 è stata utilizzata da 3 136 229 passeggeri. È servita dalla linea G, attiva 24 ore su 24.

## Storia
La stazione fu aperta il 19 agosto 1933.

## Strutture e impianti
La stazione è sotterranea, ha due banchine laterali e due binari. È posta al di sotto di Manhattan Avenue e possiede sei ingressi, quattro all'incrocio con Nassau Avenue e due sul lato nord dell'incrocio con Norman Avenue.

## Interscambi
La stazione è servita da alcune autolinee gestite da NYCT Bus.
- Fermata autobus